# Douglas Dolphin
De Douglas Dolphin is een amfibievliegtuig dat van 1931 tot 1934 werd gebouwd door het Amerikaanse Douglas Aircraft Company. Het vliegtuig werd zowel voor commerciële als voor militaire doeleinden gebruikt.
Het eerste toestel werd door Wilmington-Catalina Airlines gebruikt voor vluchten tussen Los Angeles en Santa Catalina Island.